# Severn Trent
Severn Trent ist ein Dienstleistungsunternehmen aus Großbritannien, das an der Londoner Börse unter den einhundert wichtigsten Aktien im FTSE-Aktienindex gehandelt wird.
Der Konzern beschäftigt mehr als 15.000 Mitarbeiter in Großbritannien, den Vereinigten Staaten und im europäischen Festland. Das Unternehmen wird durch die Aufsichtsbehörde Ofwat kontrolliert.
Zum Konzern gehören die Unternehmen:
- Severn Trent Water
- Biffa Waste
- Severn Trent Laboratories
- Severn Trent Services

Severn Trent Water ist eines von zehn privatisierten Wasserversorgungsunternehmen in England. Das Unternehmen bietet Süßwasser an und stellt die Abwasserentsorgung für rund 8.000.000 Menschen in den Midlands von England und ebenso in einigen Regionen von Wales sicher. Der Name des Unternehmens leitet sich ab von den zwei großen Flüssen in diesem Gebiet, den Flüssen Severn und Trent.
Das Unternehmen wurde 1974 als „Severn-Trent Water Authority“ durch den „Water Act 1973“ geschaffen und übernahm folgende öffentlichen Wasserversorger:
- Birmingham Corporation
- Coventry Corporation
- Leicester Corporation
- Nottingham Corporation
- Stafford Corporation
- Wolverhampton Corporation
- Cannock Rural District Council
- Central Nottinghamshire Water Board
- East Shropshire Water Board
- Montgomeryshire Water Board
- North Derbyshire Water Board
- North East Warwickshire Water Board
- North West Gloucestershire Water Board
- North West Leicestershire Water Board
- North West Worcestershire Water Board
- Rugby Joint Water Board
- South Derbyshire Water Board
- South Warwickshire Water Board
- South West Worcestershire Water Board
- Staffordshire Potteries Water Board
- West Shropshire Water Board
- East Worcestershire Waterworks Company (aufgelöst)
- South Staffordshire Waterworks Company (aufgelöst)

sowie zwei Flussaufsichtsbereiche:
- Trent River Authority
- Severn Trent Authority

Durch eine Privatisierung 1989 entstand die Severn Trent plc.
Severn Trent kontrolliert unter anderem eine Reihe von Wasserreservoirs:
- Carsington Reservoir
- Clywedog Reservoir
- Draycote Water
- Foremark Reservoir
- Upper Derwent Valley (Howden Reservoir, Derwent Reservoir und Ladybower Reservoir)
- Lake Vyrnwy
- Tittesworth Reservoir